# WINGS (倖田來未のアルバム)
『WINGS』（ウィングス）は、日本の歌手・倖田來未の3枚目となるミニ・アルバム。2023年1月18日にrhythm zoneより発売。

## 解説
ミニアルバムとしては2020年リリースの『angeL［MY NAME IS...］』及び『monsteR［MY NAME IS...］』以来2年ぶりであり、アルバム自体としては、2022年リリースの『heart』以来となる。今作を携えて、1日2公演の日替わりに及ぶ全国ツアー「KODA KUMI LIVE TOUR 2023 〜angeL & monsteR〜」が開催される。
本作は、Music & Live package と題し、新曲6曲のCD (Music) と、2022年6月に開催された初のフルオーケストラライブ『billboard classics KODA KUMI Premium Symphonic Concert 2022』の模様が収録された、DVD及びBlu-ray (Live) でのパッケージとなっている。
前作同様にCD単体でのリリースは一切行わず、通常盤のCD+DVD、CD+Blu-rayに加え、ファンクラブ限定盤のCD+2DVD、CD+Blu-rayの4形態で販売。

## 収録内容

### CD【全形態共通】
1. Wings [4:21]
作詞：倖田來未 / 作曲：Hi-yunk(BACK-ON)、SLAY(HIROKI)
サイバード「イケメンシリーズ」海外向け大型キャンペーン「All for Love!」主題歌
2. Hello Yesterday [4:33]
作詞：倖田來未 / 作曲：Hi-yunk(BACK-ON)
3. BLACK WINGS［Interlude］ [0:58]
作曲：Hi-yunk(BACK-ON)
4. Trigger [3:19]
作詞：倖田來未 / 作曲：Mehi June、Ori.G.n
5. Heaven Tonight [3:12]
作詞：倖田來未、Young Yazzy / 作曲：CHIVA、Young Yazzy
6. It's "K" magic [3:21]
作詞：倖田來未 / 作曲：Scott Russell Stoddart、Valeria Del Prete

### DVD・Blu-ray
- ファンクラブ、mu-moショップ限定盤には「billboard classics KODA KUMI Premium Symphonic Concert 2022」のフル映像 (※ full ver.と表記) と、新曲2曲のミュージックビデオ、メイキングビデオが収録されているが、通常盤には前述ライヴ映像の中からセレクトされた8曲のみ収録されている (※ edit ver.と表記)。

#### 通常盤
billboard classics KODA KUMI Premium Symphonic Concert 2022 @festival hall (edit ver.)
1. Bow Wow
作詞：倖田來未 / 作曲：Hi-yunk(BACK-ON)
2. 愛のうた
作詞：倖田來未、森元康介 / 作曲：森元康介 / 編曲：十川ともじ
3. 100のコドク達へ
作詞：jam / 作曲：山本加津彦
4. 恋のつぼみ -A Cup Of Milk Tea Bossa Nova Version ver.-
作詞：倖田來未 / 作曲・編曲：加藤裕介
5. you
作詞：倖田來未、葛谷葉子 / 作曲：葛谷葉子 / 編曲：渡辺徹
6. WALK OF MY LIFE
作詞：倖田來未 / 作曲：Nick Carbone、Anthony Natoli、John Secolo、Peter Zizzo
7. You're So Beautiful
作詞・作曲：倖田來未、Tim Larsson、Johan Fransson、Tobias Lundgren
8. Butterfly
作詞：倖田來未 / 作曲・編曲：渡辺未来

#### ファンクラブ・mu-moショップ限定盤
- billboard classics KODA KUMI Premium Symphonic Concert 2022 @festival hall (full ver.)

1. Bow Wow
作詞：倖田來未 / 作曲：Hi-yunk(BACK-ON)
2. TABOO
作詞：倖田來未、HIRO / 作曲・編曲：HIRO
3. Baseline
作詞：倖田來未、Che Pope、Nermin Harambasic、Ronny Svendsen、Anne Judith Wik、Claus Holm / 作曲・編曲：Che Pope、Nermin Harambasic、Ronny Svendsen、Anne Judith Wik、Claus Holm
4. Swallowtail Butterfly〜あいのうた〜
作詞：岩井俊二、CHARA、小林武史 / 作曲：小林武史 / 編曲：末光篤、弦一徹
5. 愛のうた
作詞：倖田來未、森元康介 / 作曲：森元康介 / 編曲：十川ともじ
6. 100のコドク達へ
作詞：jam / 作曲：山本加津彦
7. NO ME WITHOUT YOU
作詞：倖田來未、Matthew Tishler、Susan Markle / 作曲：倖田來未、Matthew Tishler、Susan Markle
8. 恋のつぼみ -A Cup Of Milk Tea Bossa Nova Version ver.-
作詞：倖田來未 / 作曲・編曲：加藤裕介
9. Someday
作詞：倖田來未 / 作曲：江上浩太郎 / 編曲：tasuku
10. 1000の言葉
作詞：野島一成 / 作曲・編曲：江口貴勅、松枝賀子
11. you
作詞：倖田來未、葛谷葉子 / 作曲：葛谷葉子 / 編曲：渡辺徹
12. WALK OF MY LIFE
作詞：倖田來未 / 作曲：Nick Carbone、Anthony Natoli、John Secolo、Peter Zizzo
13. You're So Beautiful
作詞・作曲：倖田來未、Tim Larsson、Johan Fransson、Tobias Lundgren
14. Butterfly
作詞：倖田來未 / 作曲・編曲：渡辺未来
15. Alive
作詞：倖田來未 / 作曲：Henderu、岩代太郎 / 編曲：岩代太郎
16. Through the sky
作詞：倖田來未 / 作曲：山口寛雄 / 編曲：h-wonder

- Wings -Music Video-
- Trigger -Music Video-
- Behind The Scenes -WINGS-